# John Augustus Roebling

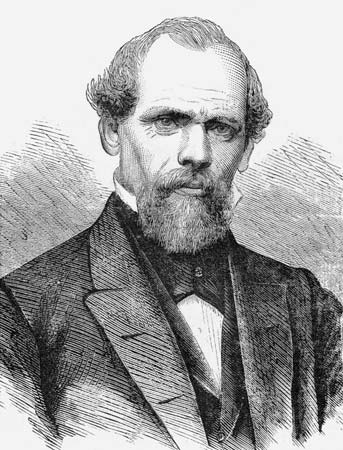
John Roebling

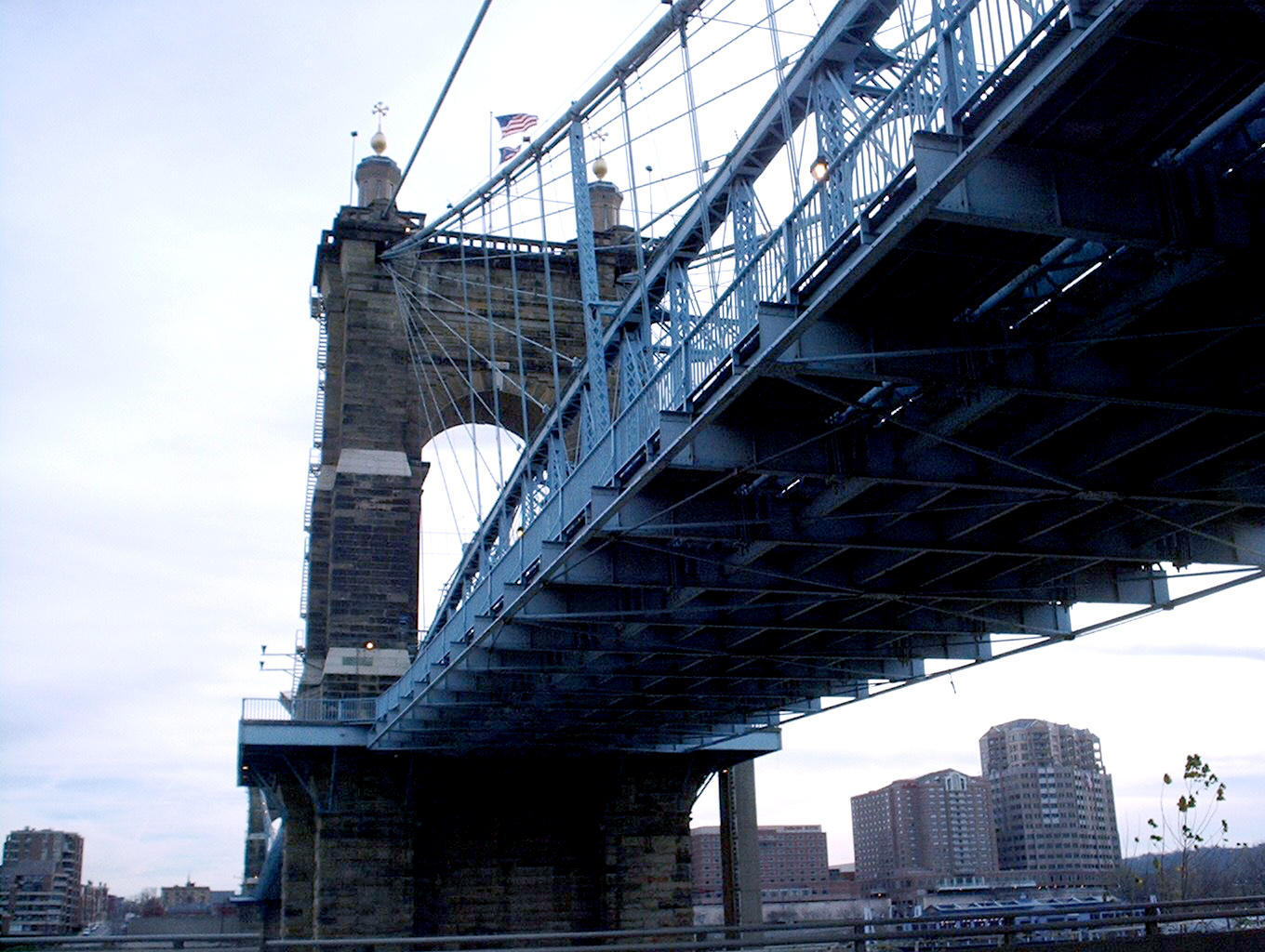
Suspension Bridge w Cincinnati 1999

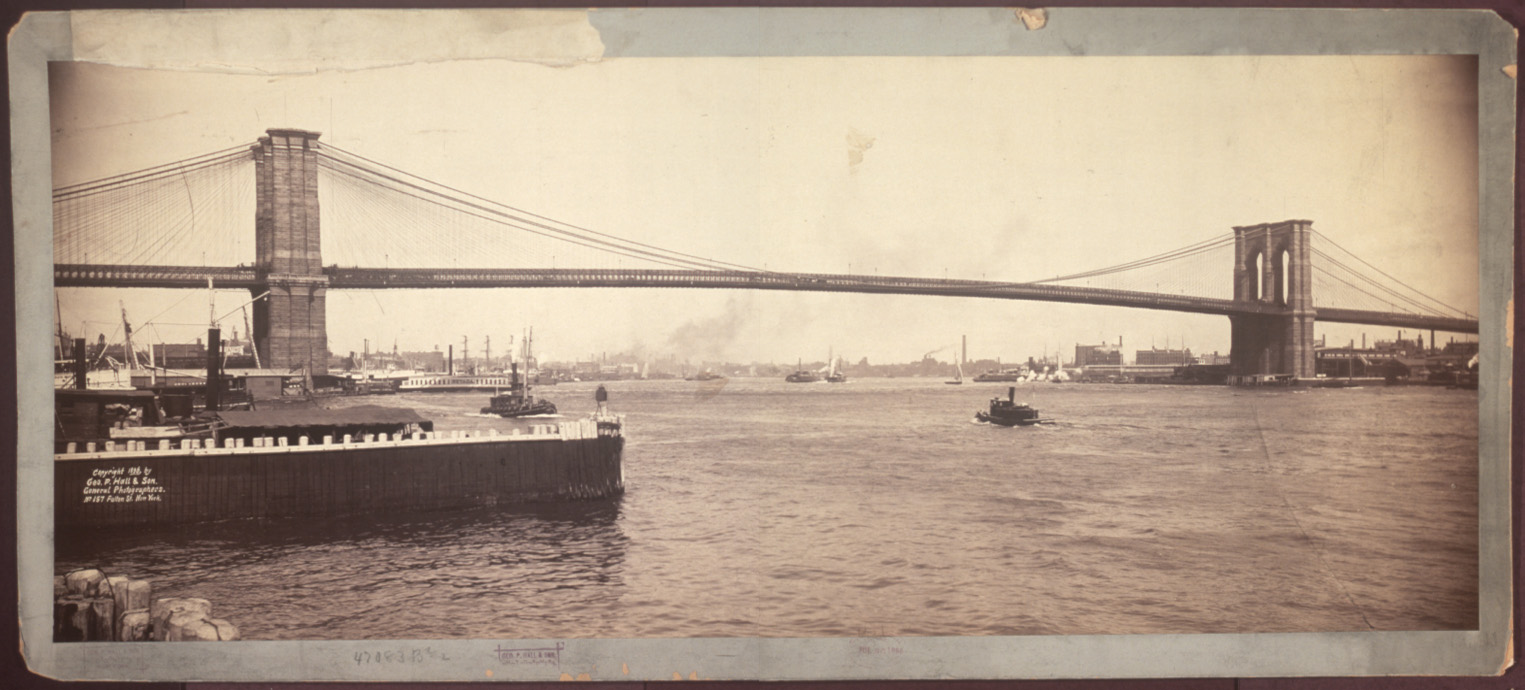
Most Brookliński

John Augustus Roebling (właściwie Johann August Röbling, ur. 12 czerwca 1806 w Mühlhausen/Thüringen, zm. 22 lipca 1869 w Nowym Jorku) – amerykański budowniczy mostów wiszących, twórca metody wytwarzania lin stalowych. Według jego projektu zbudowano m.in. Most Brookliński.

## Życiorys
Urodził się w Prusach w Mühlhausen/Thüringen jako piąte dziecko Fryderyki Theresy i handlarza tytoniowego Christopha Polykarpusa Röblingów. W Mühlhausen/Thüringen uczęszczał do gimnazjum, które musiał jednak opuścić z powodu miernych ocen z religii i łaciny. Naukę kontynuował prywatnie u renomowanego matematyka dr Ephraima Salomona Ungera w Erfurcie. W 1824 rozpoczął studia z architektury, budownictwa, budowy mostów, grobli oraz hydrauliki i budowy maszyn. Z wykładów profesora Johanna Friedricha Dietleina czerpał pierwsze wiadomości o mostach wiszących, które wówczas powstawały właśnie w Bawarii, Palatynacie i Westfalii i które obejrzał. Uczęszczał również na wykłady z filozoficzne Hegla na Uniwersytecie Berlińskim. W 1826 złożył egzamin i rozpoczął pracę, początkowo jako „Baukondukteur” w Westfalii, gdzie opracował pierwsze plany mostów wiszących przez rzeki Ruhrę i Lennę, które jednak nie zostały zrealizowane. W tym czasie technika budowy mostów zyskała nowe podstawy teoretyczne w postaci zastosowania w obliczeniach, matematycznych krzywizn hiperboli w konstrukcjach łańcuchowych.

## Emigracja
W maju 1831 wyemigrował z bratem Karlem i innymi mieszkańcami Mühlhausen przez Bremę do Ameryki. Wspólnie z paroma współemigrantami kupił 28 października 1831 w
Butler County (Pennsylvania) 6,4 km² gruntu i założyli tam osiedle Germania, które później zostało nazwane Saxonburg. Początkowo Roebling zajmował się rolnictwem. W maju 1836 ożenił się z pochodzącą również z Mühlhausen Johanną Herting. W 1837 został ojcem. Jego pierworodny syn Washington był jednym z dziewięciorga dzieci. W tym samym roku Roebling otrzymał obywatelstwo amerykańskie.
Po śmierci brata Karla, John August rozpoczął pracę jako inżynier przy budowie kanałów i dróg wodnych. Trzy lata spędził na pomiarach i wytyczaniu powstających szlaków kolejowych przez Appalachy dla stanu Pensylwania. Od 1841 rozwijał w swoim warsztacie w Saxonburgu prace nad wytwarzaniem kabli stalowych, które legły u podstaw jego gospodarczego powodzenia i przyczyniły się do sukcesów w konstruowaniu mostów.

## Pierwsze mosty
W 1844 Roebling wygrał konkurs na most kanałowy nad Allegheny River, który miał zastąpić starą konstrukcję drewnianą. Most składał się z siedmiu części (50 m każda). Były to drewniane „wanny”, które przechodzące przez nie stalowe liny przytrzymywały z obu stron.
W 1845 skonstruował most wiszący nad Mongahela River w Pittsburghu, a w 1848 zaprojektował dwa dalsze akwedukty jako mosty wiszące nad Delaware and Hudson Canal.
(zobacz: Delaware and Hudson Railway). W tym czasie przeprowadził się do Trenton (New Jersey)
Następnym projektem był w rozpoczęty w roku 1851 most kolejowy dla New York Central Railroad i Great Western Railway w Kanadzie nad Niagara River. Jest to dwupoziomowy most długości 250 m dla ruchu kolejowego i ulicznego. Jego budowa trwała 4 lata.
W tym samym czasie rozpoczął też budowę mostu kolejowego nad Kentucky River dla Southern Railroad z Cincinnati do Chattanooga, którego rozpiętość miała wynosić 370 m. Tej budowli jednak nie ukończono ponieważ towarzystwo kolejowe wcześniej ogłosiło upadłość. W 1858 skonstruował Roebling następny most wiszący w Pittsburgu o długości całkowitej 310 m i rozpiętości maksymalnej dwa razy po 100 m.
W czasie wojny secesyjnej przejściowo aktywność konstruktora ustała, ale już w 1863 roku nadzorował budowę mostu na Ohio River w Cincinnati, który ukończył w 1867. Ten most, nazwany później jego imieniem – John A. Roebling Suspension Bridge do czasu budowy mostu brooklinskiego był ze swoją rozpiętością 322 m, wówczas najdłuższym mostem wiszącym na świecie.
Po śmierci Roeblinga budowę Mostu Brooklińskiego nadzorował jego syn Washington Augustus Roebling.

## Konstrukcje
- 1844 Allegheny – akwedukt, Pittsburgh, rozpiętość 50 m
- 1846 Smithfield Bridge, Pittsburgh, rozpiętość 57 m
- 1848 Lackawaxen – akwedukt, rozpiętość dwa razy po 35 m
- 1849 Delaware – akwedukt, rozpiętość cztery razy po 40 m
- 1850 High Falls – akwedukt, rozpiętość 44 m
- 1850 Neversink – akwedukt, rozpiętość 52 m
- 1854 Niagara Falls most wiszący, USA-Kanada, rozpiętość 250 m
- 1859 Allegheny Bridge, Pittsburgh, rozpiętość 105 m
- 1867 John A. Roebling Bridge ponad Ohio River, rozpiętość 304 m
- 1869 most wiszący w Waco, rozpiętość 145 m
- 1883 Brooklyn Bridge, Nowy Jork, rozpiętość 486 m

## Dzienniki
- Tagebuch meiner Reise von Mühlhausen in Thüringen über Bremen nach den Vereinigten Staaten von Nordamerika im Jahre 1831, geschrieben für meine Freunde. Eschwege, 1832
- Tagebuch meiner Reise von Mühlhausen in Thüringen über Bremen nach den Vereinigten Staaten im Jahre 1831. Durch zeitgenössische Texte und Abbildungen kommentierte Ausgabe, hrsg. von Iris Roebling unter Mitarbeit von Eyk Henze, Halle 2006. ISBN 978-3-89812-388-4.